# Danh sách website bị chặn ở Trung Quốc đại lục
Đây là một danh sách chưa hoàn tất, và có thể sẽ không bao giờ thỏa mãn yêu cầu hoàn tất. Bạn có thể đóng góp bằng cách mở rộng nó bằng các thông tin đáng tin cậy.
Nhiều tên miền được chặn bởi Trung Quốc đại lục vì chính sách kiểm duyệt Internet ở Trung Quốc, sẽ ngăn chặn người dùng truy cập tới một trang web nhất định trong Trung Quốc đại lục.
Đây là những trang web nổi tiếng bị chặn bởi chính quyền Trung Quốc (ngoại trừ các khu vực tự trị). Bài này không đề cập tới Hồng Kông và Ma Cao vì chính sách "Một quốc gia, hai chế độ" của Trung Quốc.
Lưu ý rằng nhiều trang được liệt kê có thể thỉnh thoảng hoặc thậm chí thường xuyên, tùy thuộc vào vị trí truy cập hoặc các sự kiện hiện tại.

## Những trang web nổi tiếng bị chặn tại Trung Quốc
Danh sách này không đầy đủ, bạn cũng có thể giúp mở rộng danh sách.
| Trang web                                  | Tên miền                 | URL                                                 | Thể loại                         | Ngôn ngữ                   | Thời gian chặn                                              | Tình trạng hiện tại                                  |
| ------------------------------------------ | ------------------------ | --------------------------------------------------- | -------------------------------- | -------------------------- | ----------------------------------------------------------- | ---------------------------------------------------- |
| Google                                     | google.com               | www.google.com drive.google.com hangouts.google.com | Tìm kiếm Chia sẻ Xã hội          | Đa ngôn ngữ                | 2010 - hiện tại                                             | Chặn                                                 |
| YouTube                                    | youtube.com              | www.youtube.com                                     | Video                            | Đa ngôn ngữ                | Tháng 3 năm 2009 - hiện tại                                 | Chặn                                                 |
| Facebook                                   | facebook.com             | www.facebook.com                                    | Xã hội                           | Đa ngôn ngữ                | Tháng 7 năm 2009 (hoặc sớm hơn) - hiện tại                  | Chặn một phần (có sẵn cho người du lịch ở Hải Nam)   |
| Wikipedia                                  | wikipedia.org            | wikipedia.org                                       | Từ điển bách khoa                | Đa ngôn ngữ                | 3 tháng 4 năm 2009 - hiện tại                               | Chặn                                                 |
| Reddit                                     | reddit.com               | www.reddit.com                                      | Xã hội                           | Đa ngôn ngữ                | 2018 - hiện tại                                             | Chặn                                                 |
| Microsoft OneDrive                         | live.com                 | onedrive.live.com                                   | Chia sẻ                          | Đa ngôn ngữ                | Tháng 7 năm 2014 - hiện tại                                 | Chặn một phần (Chỉ có phiên bản doanh nghiệp có sẵn) |
| Netflix                                    | netflix.com              | www.netflix.com                                     | Giải trí                         | Đa ngôn ngữ                | Không rõ                                                    | Chặn                                                 |
| Zoom Video Communications                  | zoom.us                  | zoom.us                                             | Xã hội                           | Tiếng Anh                  | 9 tháng 9 - 9 tháng 11 năm 2019                             | Đã bỏ chặn                                           |
| Blogspot                                   | blogspot.com             | blogspot.com                                        | Blog                             | Đa ngôn ngữ                | Tháng 5 năm 2009 - hiện tại                                 | Chặn                                                 |
| Yahoo! Japan                               | yahoo.co.jp              | yahoo.co.jp                                         | Cổng thông tin                   | Tiếng Nhật                 | 15 - 17 tháng 6 năm 2012                                    | Đã bỏ chặn (Tìm kiếm không có sẵn)                   |
| Bing                                       | bing.com                 | bing.com                                            | Tìm kiếm                         | Đa ngôn ngữ                | 23 - 24 tháng 1 năm 2019                                    | Đã bỏ chặn                                           |
| Instagram                                  | instagram.com            | www.instagram.com                                   | Chia sẻ hình ảnh                 | Đa ngôn ngữ                | Tháng 9 năm 2014 - hiện tại                                 | Chặn                                                 |
| Twitch                                     | twitch.tv                | twitch.tv                                           | Streaming                        | Tiếng Anh                  | 17 tháng 9 năm 2018 - hiện tại                              | Chặn                                                 |
| Twitter                                    | twitter.com              | twitter.com                                         | Xã hội                           | Tiếng Anh                  | Tháng 6 năm 2009 - hiện tại                                 | Chặn                                                 |
| Tumblr                                     | tumblr.com               | tumblr.com                                          | Đăng tải                         | Tiếng Anh                  | 25 tháng 5 năm 2016 - hiện tại                              | Chặn                                                 |
| Pinterest                                  | pinterest.com            | pinterest.com                                       | Chia sẻ hình ảnh                 | Đa ngôn ngữ                | Tháng 3 năm 2017 - hiện tại                                 | Chặn                                                 |
| Amazon.co.jp                               | amazon.co.jp             | amazon.co.jp                                        | Mua sắm                          | Tiếng Nhật                 | 15 - 17 tháng 6 năm 2012 và 22 tháng 7 năm 2018 - hiện tại  | Chặn                                                 |
| Pornhub                                    | pornhub.com              | www.pornhub.com                                     | Khiêu dâm                        | Tiếng Anh                  | Tháng 5 năm 2012 - tháng 4 năm 2016                         | Chặn                                                 |
| Google Japan                               | google.co.jp             | google.co.jp                                        | Tìm kiếm                         | Tiếng Nhật                 | 15 - 17 tháng 6 năm 2012, và hiện tại                       | Chặn                                                 |
| Imgur                                      | imgur.com                | imgur.com                                           | Chia sẻ hình ảnh                 | Tiếng Anh                  | Tháng 3 năm 2019 - hiện tại                                 | Chặn                                                 |
| WhatsApp                                   | whatsapp.com             | www.whatsapp.com                                    | Nhắn tin                         | Tiếng Anh                  | 26 tháng 9 năm 2017 - hiện tại                              | Chặn một phần                                        |
| Medium                                     | medium.com               | medium.com                                          | Tin tức                          | Tiếng Anh                  | Chưa rõ và tới hiện tại                                     | Chặn                                                 |
| Dailymotion                                | dailymotion.com          | dailymotion.com                                     | Chia sẻ                          | Tiếng Anh                  | Chưa rõ và tới hiện tại                                     | Chặn                                                 |
| Quora                                      | quora.com                | quora.com                                           | Xã hội                           | Tiếng Anh                  | Tháng 8 năm 2018 - hiện tại                                 | Chặn                                                 |
| BBC                                        | bbc.co.uk (or bbc.com)   | bbc.co.uk (or bbc.com)                              | Tin tức và Giải trí              | Tiếng Anh                  | 15 tháng 10 năm 2014 - hiện tại                             | Chặn                                                 |
| The New York Times                         | nytimes.com              | nytimes.com                                         | Báo                              | Tiếng Anh                  | 2012 - hiện tại                                             | Chặn                                                 |
| Vimeo                                      | vimeo.com                | www.vimeo.com                                       | Chia sẻ                          | Tiếng Anh                  | Tháng 10 năm 2009 - hiện tại                                | Chặn                                                 |
| Rakuten Market                             | rakuten.co.jp            | rakuten.co.jp                                       | Mua sắm                          | Tiếng Nhật                 | 15 - 17 tháng 6 năm 2012, ?? - 19 tháng 9 năm ?             | Đã bỏ chặn                                           |
| The Guardian                               | theguardian.com          | theguardian.com                                     | Tin tức                          | Tiếng Anh                  | Tháng 6 năm 2019 - hiện tại                                 | Chặn                                                 |
| SlideShare                                 | slideshare.net           | slideshare.net                                      |                                  | Tiếng Anh                  | Chưa rõ, hiện tại và tháng 11 năm 2015                      | Chặn                                                 |
| Discord                                    | discord.com              | discord.com                                         | Nhắn tin                         | Đa ngôn ngữ                | 13 tháng 7 năm 2018 - hiện tại                              | Chặn                                                 |
| XNXX.com                                   | xnxx.com                 | www.xnxx.com                                        | Khiêu dâm                        | Tiếng Anh                  | Chưa rõ và tới hiện tại                                     | Chặn                                                 |
| DeviantArt                                 | deviantart.com           | www.deviantart.com                                  | Trưng bày nghệ thuật             | Tiếng Anh                  | Tháng 11 năm 2014 - 2015 và 29 tháng 3 năm 2019 - hiện tại  | Chặn                                                 |
| Bản đồ Google tiếng Trung Quốc             | maps.google.cn           | maps.google.cn                                      | Maps                             | Tiếng Trung Quốc           | Chưa rõ                                                     | Đã bỏ chặn                                           |
| The Washington Post                        | washingtonpost.com       | washingtonpost.com                                  | Tin tức                          | Tiếng Anh                  | Tháng 6 năm 2019 - hiện tại                                 | Chặn                                                 |
| Nico Video                                 | nicovideo.jp             | nicovideo.jp                                        | Chia sẻ                          | Tiếng Nhật                 | Không rõ                                                    | Chặn                                                 |
| Archive.org (Internet Archive)             | archive.org              | www.archive.org                                     | Lưu trữ web                      | Tiếng Anh                  | Tháng 4 năm 2011 (hoặc sớm hơn) - 2012                      | Chặn                                                 |
| Mega                                       | mega.nz                  | mega.nz                                             | Chia sẻ                          | Tiếng Anh                  | Chưa rõ và tới hiện tại                                     | Chặn                                                 |
| Daily Mail (MailOnline)                    | dailymail.co.uk          | dailymail.co.uk                                     | Tin tức                          | Tiếng Anh                  | Tháng 6 năm 2019 - hiện tại                                 | Chặn                                                 |
| TikTok (Douyin International)              | tiktok.com               | www.tiktok.com                                      | Xã hội                           | Đa ngôn ngữ                | Chưa rõ và tới hiện tại                                     | Chặn                                                 |
| Breitbart News                             | breitbart.com            | www.breitbart.com                                   | Tin tức                          | Tiếng Anh                  | Giữa 2019 - hiện tại                                        | Chặn                                                 |
| Bloomberg                                  | bloomberg.com            | bloomberg.com                                       | Báo                              | Tiếng Anh                  | 2012 - hiện tại                                             | Chặn                                                 |
| Goodreads                                  | goodreads.com            | goodreads.com                                       | Chia sẻ                          | Tiếng Anh                  | Chưa rõ và tới hiện tại                                     | Chặn                                                 |
| Flickr                                     | flickr.com               | flickr.com                                          | Chia sẻ                          | Tiếng Anh                  | Chưa rõ và tới hiện tại, tháng 10 năm 2014                  | Chặn                                                 |
| Wretch                                     | wretch.cc                | www.wretch.cc                                       | Blog                             | Tiếng Trung Quốc           | Tháng 8 năm 2007 - năm 2012                                 | Đã bỏ chặn(Dịch vụ đã ngừng hoạt động)               |
| HuffPost                                   | huffpost.com             | huffpost.com                                        | Tin tức                          | Tiếng Anh                  | Tháng 6 năm 2019 - hiện tại                                 | Chặn                                                 |
| DuckDuckGo                                 | duckduckgo.com           | duckduckgo.com                                      | Tìm kiếm                         | Tiếng Anh                  | Tháng 9 năm 2014 - hiện tại                                 | Chặn                                                 |
| Wattpad                                    | wattpad.com              | www.wattpad.com                                     |                                  | Đa ngôn ngữ                | Chưa rõ và tới hiện tại                                     | Chặn                                                 |
| Spiegel Online                             | spiegel.de               | spiegel.de                                          | Tin tức                          | tiếng Đức, Tiếng Anh       | 2019 - hiện tại                                             | Chặn                                                 |
| The Independent                            | independent.co.uk        | independent.co.uk                                   | Báo                              | Tiếng Anh                  | 2019 - hiện tại                                             | Chặn                                                 |
| Google Appspot                             | appspot.com              | appspot.com                                         | Tổ chức web                      | Tiếng Anh                  | Không rõ                                                    | Chặn                                                 |
| Wall Street Journal                        | wsj.com                  | wsj.com                                             | Tin tức                          | Tiếng Anh                  | Chưa rõ và tới hiện tại                                     | Chặn                                                 |
| Yomiuri                                    | yomiuri.co.jp            | yomiuri.co.jp                                       | Báo                              | Tiếng Nhật                 | 15 - 17 tháng 6 năm 2012                                    | Chặn                                                 |
| Reuters                                    | reuters.com              | reuters.com                                         | Tin tức                          | Tiếng Anh                  | 25 tháng 3 năm 2015 - hiện tại                              | Chặn                                                 |
| Le Monde                                   | lemonde.fr               | www.lemonde.fr                                      | Tin tức                          | Tiếng Pháp                 | Chưa rõ và tới hiện tại                                     | Chặn                                                 |
| excite Japan                               | excite.co.jp             | excite.co.jp                                        | Cổng thông tin                   | Tiếng Nhật                 | 15 - 17 tháng 6 năm 2012, và ?? - 18 tháng 9?               | Đã bỏ chặn                                           |
| Sponichi                                   | sponichi.co.jp           | sponichi.co.jp                                      | Báo                              | Tiếng Nhật                 | 15 - 17 tháng 6 năm 2012                                    | Đã bỏ chặn                                           |
| Jehovah's Witnesses (Trang web chính thức) | jw.org                   | jw.org                                              | Tôn giáo                         | Đa ngôn ngữ                | Chưa rõ và tới hiện tại                                     | Chặn                                                 |
| Nikkei Business Publications               | nikkeibp.co.jp           | nikkeibp.co.jp                                      | Báo                              | Tiếng Nhật                 | 15 - 17 tháng 6 năm 2012                                    | Đã bỏ chặn                                           |
| NBC News                                   | nbcnews.com              | www.nbcnews.com                                     | Tin tức                          | Tiếng Anh                  | Tháng 6 năm 2019 - hiện tại                                 | Chặn                                                 |
| Disqus                                     | disqus.com               | disqus.com                                          | Xã hội                           | Tiếng Anh                  | Chưa rõ và tới hiện tại                                     | Chặn                                                 |
| LazyGirls                                  | lazygirls.info           | lazygirls.info                                      | Báo and images                   | Tiếng Anh                  | 2011 hoặc 2013 - hiện tại                                   | Chặn                                                 |
| TIME                                       | time.com                 | time.com                                            | Tin tức                          | Tiếng Anh                  | Bài báo về Tập Cận Bình                                     | Chặn                                                 |
| Badoo                                      | badoo.com                | badoo.com                                           | Xã hội                           | Đa ngôn ngữ                | Chưa rõ và tới hiện tại, tháng 2 năm 2015                   | Chặn                                                 |
| Phòng Thí nghiệm Sức đẩy Phản lực (JPL)    | www.jpl.nasa.gov         | www.jpl.nasa.gov                                    | Vũ trụ và Khoa học               | Tiếng Anh                  | Chưa rõ và tới hiện tại                                     | Dừng chặn                                            |
| Canadian Broadcasting Corporation (CBC)    | cbc.ca                   | www.cbc.ca                                          | Tin tức và Giải trí              | Tiếng Anh                  | 2014 - hiện tại                                             | Chặn                                                 |
| Australian Broadcasting Corporation (ABC)  | www.abc.net.au           | www.abc.net.au                                      | Tin tức và Giải trí              | Tiếng Anh                  | 22 tháng 8 năm 2018 - hiện tại                              | Chặn                                                 |
| Eporner                                    | eporner.com              | www.eporner.com                                     | Khiêu dâm                        | Đa ngôn ngữ                | Tháng 7 năm 2018 - hiện tại                                 | Chặn                                                 |
| StartPage                                  | startpage.com            | startpage.com                                       | Tìm kiếm                         | Tiếng Anh                  | 2014 - hiện tại                                             | Chặn                                                 |
| Apple Daily                                | appledaily.com           | hk.appledaily.com tw.appledaily.com                 | Tin tức                          | Tiếng Trung Quốc           | Chưa rõ và tới hiện tại                                     | Chặn                                                 |
| Technorati                                 | technorati.com           | www.technorati.com                                  | Tìm kiếm                         | Tiếng Anh                  | Tháng 7 năm 2008 - 2012                                     | Dừng chặn                                            |
| Archive of Our Own                         | archiveofourown.org      | archiveofourown.org                                 | Fanfiction                       | Đa ngôn ngữ                | Tháng 3 năm 2020 - hiện tại                                 | Chặn                                                 |
| pixiv                                      | pixiv.net                | www.pixiv.net                                       | Chia sẻ                          | Tiếng Nhật                 | 18 tháng 9 năm 2017 - hiện tại                              | Chặn                                                 |
| Torrentz2 (trước đây là Torrentz)          | torrentz2.eu             | www.torrentz2.eu                                    | Chia sẻ                          | Tiếng Anh                  | Giữa 2019 - hiện tại                                        | Chặn                                                 |
| Viber                                      | viber.com                | viber.com                                           | Nhắn tin                         | Tiếng Anh                  | Tháng 10 năm 2014 - hiện tại                                | Chặn                                                 |
| Streamable                                 | streamable.com           | streamable.com                                      | Video                            | Tiếng Anh                  | Chưa rõ và tới hiện tại                                     | Chặn                                                 |
| NordVPN                                    | nordvpn.com              | nordvpn.com                                         | VPN                              | Tiếng Anh                  | Chưa rõ và tới hiện tại                                     | Chặn                                                 |
| South China Morning Post                   | scmp.com                 | scmp.com                                            | Tin tức                          | Tiếng Anh                  | Tháng 11 năm 2018 – hiện tại                                | Chặn                                                 |
| Plurk                                      | plurk.com                | www.plurk.com                                       | Xã hội                           | Tiếng Anh                  | Tháng 4 năm 2009 - 2012                                     | Chặn                                                 |
| The Economist                              | economist.com            | economist.com                                       | Tin tức                          | Tiếng Anh                  | Bài báo về Tập Cận Bình                                     | Chặn                                                 |
| Radio France Internationale                | rfi.fr                   | www.rfi.fr                                          | Radio                            | Tiếng Pháp                 | Không rõ                                                    | Chặn                                                 |
| Mainichi Shimbun                           | mainichi.jp              | mainichi.jp                                         | Tin tức                          | Tiếng Nhật                 | Tháng 8 năm 2018 - hiện tại                                 | Chặn                                                 |
| Change.org                                 | change.org               | change.org                                          | Kiến nghị                        | Tiếng Anh                  | Chưa rõ và tới hiện tại                                     | Chặn                                                 |
| Sydney Morning Herald                      | smh.com.au               | www.smh.com.au                                      | Tin tức                          | Tiếng Anh                  | Chưa rõ và tới hiện tại                                     | Chặn                                                 |
| NBC                                        | nbc.com                  | nbc.com                                             | Giải trí                         | Tiếng Anh                  | Tháng 6 năm 2019 - hiện tại                                 | Chặn                                                 |
| Radio Free Asia                            | rfa.org                  | rfa.org                                             | Truyền thông                     | Tiếng Anh                  | Chưa rõ và tới hiện tại                                     | Chặn                                                 |
| PBworks                                    | pbworks.com              | pbworks.com                                         | Chia sẻ                          | Tiếng Anh                  | Tháng 1 năm 2011 - 2012                                     | Dừng chặn                                            |
| The Globe and Mail                         | theglobeandmail.com      | www.theglobeandmail.com                             | Tin tức                          | Tiếng Anh                  | Chưa rõ và tới hiện tại                                     | Chặn                                                 |
| The Straits Times                          | straitstimes.com         | straitstimes.com                                    | Tin tức                          | Tiếng Anh                  | Tháng 6 năm 2019 - hiện tại                                 | Chặn                                                 |
| Đại Kỷ Nguyên                              | theepochtimes.com        | www.theepochtimes.com                               | Tin tức                          | Tiếng Anh                  | 2003 - hiện tại                                             | Chặn                                                 |
| Sony Japan                                 | sony.co.jp               | sony.co.jp                                          | Công ty                          | Tiếng Nhật                 | 15 - 17 tháng 6 năm 2012                                    | Dừng chặn                                            |
| BigCommerce                                | bigcommerce.com          | bigcommerce.com                                     | Tiếng Anh                        | Tiếng Anh                  | Chưa rõ và tới hiện tại                                     | Chặn                                                 |
| Al Jazeera English                         | aljazeera.com            | aljazeera.com                                       | Tin tức                          | Tiếng Anh                  | Tháng 3 năm 2019 - hiện tại                                 | Chặn                                                 |
| BitChute                                   | bitchute.com             | www.bitchute.com                                    | Video                            | Tiếng Anh                  | Chưa rõ và tới hiện tại                                     | Chặn                                                 |
| WorldCat                                   | worldcat.org             | worldcat.org                                        |                                  | Tiếng Anh                  | Chưa rõ và tới hiện tại                                     | Chặn                                                 |
| The Japan Times                            | japantimes.co.jp         | www.japantimes.co.jp                                | Tin tức                          | Tiếng Anh                  | Tháng 9 năm 2018 - hiện tại                                 | Chặn                                                 |
| Tapatalk                                   | tapatalk.com             | www.tapatalk.com                                    | Xã hội                           | Tiếng Anh                  | Chưa rõ và tới hiện tại                                     | Chặn                                                 |
| Đại Kỷ Nguyên (Phiên bản tiếng Trung Quốc) | epochtimes.com           | www.epochtimes.com                                  | Tin tức                          | Tiếng Trung Quốc           | 1999 - hiện tại                                             | Chặn                                                 |
| HBO                                        | hbo.com                  | www.hbo.com                                         | Giải trí                         | Tiếng Anh                  | Tháng 6 năm 2018 - hiện tại                                 | Chặn                                                 |
| France 24                                  | france24.com             | www.france24.com                                    | Truyền hình                      | Tiếng Pháp                 | Không rõ                                                    | Dừng chặn                                            |
| Minghui                                    | minghui.org              | www.minghui.org                                     | Tôn giáo                         | Tiếng Trung Quốc           | Tháng 6 năm 1999 (hoặc sớm hơn) - 2017                      | Chặn                                                 |
| Norddeutscher Rundfunk                     | ndr.de                   | www.ndr.de                                          | tiếng Đức Truyền hình            | tiếng Đức                  | Chưa rõ (1) - tháng 7 năm 2018, chưa rõ (2) và tới hiện tại | Chặn                                                 |
| HideMyAss!                                 | hidemyass.com            | www.hidemyass.com                                   | VPN                              | Tiếng Anh                  | Chưa rõ và tới hiện tại                                     | Chặn                                                 |
| Akinator                                   | akinator.com             | akinator.com                                        |                                  | Tiếng Anh                  | Chưa rõ và tới hiện tại                                     | Chặn                                                 |
| Dreamwidth                                 | dreamwidth.org           | www.dreamwidth.org                                  | Xã hội                           | Tiếng Anh                  | Chưa rõ và tới hiện tại                                     | Chặn                                                 |
| Periscope                                  | periscope.tv(or pscp.tv) | periscope.tv(or pscp.tv)                            | Chia sẻ                          | Tiếng Anh                  | Tháng 5 năm 2017 tới hiện tại                               | Chặn                                                 |
| Windscribe                                 | windscribe.com           | www.windscribe.com                                  | VPN                              | Tiếng Anh                  | Chưa rõ và tới hiện tại                                     | Chặn                                                 |
| 1688 News                                  | 1688.com.au              | www.1688.com.au                                     | Tin tức và Giải trí              | Tiếng Trung Quốc           | 2011 tới hiện tại                                           | Chặn                                                 |
| Pincong                                    | pincong.rocks            | pincong.rocks                                       | Xã hội                           | Tiếng Trung Quốc           | tháng 11 năm 2018 tới hiện tại                              | Chặn                                                 |
| Mohu                                       | pincong.rocks            | mohu.pincong.rocks                                  | Xã hội                           | Tiếng Trung Quốc           | Tháng 3 năm 2019 - hiện tại                                 | Chặn                                                 |
| Radio Garden                               | radio.garden             | radio.garden                                        | Radio                            | Tiếng Anh                  | 3 tháng 6 năm 2018 - hiện tại                               | Chặn                                                 |
| TV5 Monde                                  | tv5monde.com             | www.tv5monde.com                                    | Truyền hình                      | Tiếng Pháp                 | Không rõ                                                    | Dừng chặn                                            |
| ProtonVPN                                  | protonvpn.com            | protonvpn.com                                       | VPN                              | Tiếng Anh                  | tháng 4 năm 2018 tới hiện tại                               | Chặn                                                 |
| Hotspot Shield                             | hotspotshield.com        | www.hotspotshield.com                               | VPN                              | Tiếng Anh                  | Chưa rõ và tới hiện tại                                     | Chặn                                                 |
| Lantern                                    | getlantern.org           | www.getlantern.org                                  | VPN                              | Đa ngôn ngữ                | tháng 12 năm 2013 tới hiện tại                              | Chặn                                                 |
| Human Rights Watch                         | hrw.org                  | hrw.org                                             | NGO                              | Tiếng Anh                  | Chưa rõ và tới hiện tại                                     | Chặn                                                 |
| Vocaroo                                    | vocaroo.com              | vocaroo.com                                         | Chia sẻ                          | Tiếng Anh                  | tháng 6 năm 2019 tới hiện tại                               | Chặn                                                 |
| Initium Media                              | theinitium.com           | theinitium.com                                      | Tin tức                          | Tiếng Trung Quốc           | Chưa rõ và tới hiện tại                                     | Chặn                                                 |
| TunnelBear                                 | tunnelbear.com           | www.tunnelbear.com                                  | VPN                              | Tiếng Anh                  | Chưa rõ và tới hiện tại                                     | Chặn                                                 |
| Sony Music Japan                           | sonymusic.co.jp          | sonymusic.co.jp                                     | Công ty thu âm                   | Tiếng Nhật                 | ngày 15 tới ngày 17 tháng 6 năm 2012                        | Dừng chặn                                            |
| Shadowsocks                                | shadowsocks.org          | shadowsocks.org                                     | VPN                              | Tiếng Anh                  | Chưa rõ và tới hiện tại                                     | Chặn                                                 |
| Hong Kong Free Press                       | hongkongfp.com           | hongkongfp.com                                      | Tin tức                          | Tiếng Anh                  | Chưa rõ và tới hiện tại                                     | Chặn                                                 |
| Mendeley                                   | mendeley.com             | mendeley.com                                        | Giáo dục                         | Tiếng Anh                  | Chưa rõ và tới hiện tại, tháng 12 năm 2014                  | Dừng chặn                                            |
| Gab                                        | gab.ai                   | www.gab.ai                                          | Xã hội                           | Tiếng Anh                  | Chưa rõ và tới hiện tại                                     | Dừng chặn                                            |
| Vokalnow                                   | vokalnow.com             | vokalnow.com                                        | Streaming                        | Đa ngôn ngữ                | Tháng 7 năm 2018 (hoặc sớm hơn) - hiện tại                  | Dừng chặn                                            |
| Celebrity-Leaks                            | celebrity-leaks.net      | www.celebrity-leaks.net                             | Khỏa thân và Chuyện phiếm        | Tiếng Anh                  | Tháng 11 năm 2017 (hoặc sớm hơn) tới hiện tại               | Dừng chặn                                            |
| Radio Free Europe/Radio Liberty            | rferl.org                | rferl.org                                           | Tin tức                          | Tiếng Anh                  | Chưa rõ và tới hiện tại                                     | Chặn                                                 |
| Touch VPN                                  | touchvpn.net             | touchvpn.net                                        | VPN                              | Tiếng Anh                  | Chưa rõ và tới hiện tại                                     | Chặn                                                 |
| Instafreebie                               | instafreebie.com         | instafreebie.com                                    | Nhà xuất bản sách                | Tiếng Anh                  | Chưa rõ và tới hiện tại                                     | Dừng chặn                                            |
| Spys.one                                   | spys.one                 | spys.one                                            |                                  | Tiếng Anh                  | Chưa rõ và tới hiện tại                                     | Chặn                                                 |
| Kiran's Blog                               | kiranpantha.com.np       | blog.kiranpantha.com.np                             | Blog                             | Tiếng Anh                  | Tháng 9 năm 2018 - ?                                        | Dừng chặn                                            |
| TorGuard                                   | torguard.net             | www.torguard.net                                    | VPN                              | Tiếng Anh                  | Chưa rõ và tới hiện tại                                     | Chặn                                                 |
| Romanian Television                        | tvr.ro                   | www.tvr.ro                                          | Truyền hình                      | Tiếng România              | Không rõ                                                    | Dừng chặn                                            |
| Mastodon                                   | mastodon.social          | www.mastodon.social                                 | Xã hội                           | Tiếng Anh                  | Chưa rõ và tới hiện tại                                     | Chặn                                                 |
| GayBookSTAR                                | gaybookstar.com          | www.gaybookstar.com                                 | Hẹn hò                           | Tiếng Anh                  | Tháng 12 năm 2012 (hoặc sớm hơn) - ?                        | Dừng chặn                                            |
| GreatFire                                  | greatfire.org            | greatfire.org                                       | Trang mạng thử nghiệm            | Tiếng Anh                  | Chưa rõ và tới hiện tại                                     | Chặn                                                 |
| Pháp Luân Công                             | falundafa.org            | www.falundafa.org                                   | Tôn giáo                         | Đa ngôn ngữ                | Tháng 6 năm 1999 (hoặc sớm hơn) -năm 2017                   | Chặn                                                 |
| Bombo Radyo Philippines                    | bomboradyo.com           | www.bomboradyo.com                                  | Radio                            | Tiếng Tiếng Tiếng Filipino | Chưa rõ và tới hiện tại                                     | Dừng chặn                                            |
| Tenzin Gyatso                              | dalailama.com            | www.dalailama.com                                   |                                  | Tiếng Anh                  | Chưa rõ và tới hiện tại                                     | Chặn                                                 |
| Culture Unplugged Film Festival            | cultureunplugged.com     | festival.cultureunplugged.com                       | Cổng thông tin tài liệu          | Tiếng Anh                  | tháng 1 năm 2013 (hoặc sớm hơn) đến tháng 7 năm 2018        | Dừng chặn                                            |
| American Bar Association                   | americanbar.org          | americanbar.org                                     | NGO                              | Tiếng Anh                  | Chưa rõ và tới hiện tại, tháng 11 năm 2015                  | Chặn một phần (Truy cập qua IPv6)                    |
| Free Tibet                                 | freetibet.org            | www.freetibet.org                                   | NGO                              | Tiếng Anh                  | Chưa rõ và tới hiện tại                                     | Chặn                                                 |
| Jamestown Foundation                       | jamestown.org            | jamestown.org                                       | NGO                              | Tiếng Anh                  | Chưa rõ và tới hiện tại                                     | Chặn                                                 |
| YibaoChina                                 | yibaochina.com           | www.yibaochina.com                                  | Tin tức                          | Tiếng Trung Quốc           | Chưa rõ và tới hiện tại                                     | Chặn                                                 |
| Radio Romania International                | rri.ro                   | www.rri.ro                                          | Radio                            | Tiếng România              | Không rõ                                                    | Dừng chặn                                            |
| Wiby                                       | wiby.me                  | wiby.me                                             | Tìm kiếm                         | Tiếng Anh                  | Tháng 10 năm 2017 - hiện tại                                | Dừng chặn                                            |
| Citizen Power Initiatives for China        | citizenpowerforchina.org | www.citizenpowerforchina.org                        | NGO                              | Đa ngôn ngữ                | Chưa rõ và tới hiện tại                                     | Chặn                                                 |
| Chinese Entrepreneur Rights Center         | ceraglobal.net           | www.ceraglobal.net                                  | Thông tin                        | Đa ngôn ngữ                | Chưa rõ và tới hiện tại                                     | Chặn                                                 |
| The Policy                                 | thepolicy.us             | www.thepolicy.us                                    | Chính trị                        | Tiếng Anh                  | Chưa rõ và tới hiện tại                                     | Chặn                                                 |
| Quozr                                      | quozr.com                | www.quozr.com                                       | Giáo dục                         | Tiếng Anh                  | Chưa rõ và tới hiện tại                                     | Chặn                                                 |
| Sportkin                                   | sportkin.com             | www.sportkin.com                                    | Cơ quan đăng ký thể thao quốc tế | Tiếng Anh                  | Chưa rõ và tới hiện tại                                     | Dừng chặn                                            |
| The Cantonese Independent Magazine         | thecim.org               | thecim.org                                          | NGO                              | Tiếng Quảng Đông           | Chưa rõ và tới hiện tại, tháng 9 năm 2015                   | Chặn                                                 |